# Évires
Évires är en kommun i departementet Haute-Savoie i regionen Auvergne-Rhône-Alpes i sydöstra Frankrike. Kommunen ligger i kantonen Thorens-Glières som tillhör arrondissementet Annecy. År 2018 hade Évires 1 456 invånare.

## Befolkningsutveckling
Antalet invånare i kommunen Évires
| Referens: INSEE |